# یاشنگتسا روشلنا
یاشنگتسا روشلنا (به لاتین: Jasienica Rosielna) یک روستا در لهستان است که در گمینا یاشنگتسا روشلنا واقع شده‌است. یاشنگتسا روشلنا ۲٬۱۰۰ نفر جمعیت دارد.